# Messor lobicornis
Messor lobicornis es una especie de hormiga del género Messor, subfamilia Myrmicinae. 

## Distribución
Esta especie se encuentra en Argelia y España.